# 安培-匝數
安培-匝数（ampere-turn）簡稱A·t，是米-千克-秒制（MKS制）中磁动势（MMF）的單位，是指一安培的直流電在真空中的一圈導線產生的磁动势。匝数（turn）是指在電感中導線的卷绕数。
例如有一個十匝的線圈，上面有二安培的直流電，其磁动势為20 A·t。
若維持電流不變，增加線圈中導線的圈數，其磁場強度會增加，因為線圈的每一圈都會建立磁場，每一圈產生的磁場會和其他線圈產生的磁場疊加，因此總磁場會增加。
若在系統中有磁性材料，其磁場強度可能不和安培-匝数成正比。若磁性材料的磁通已經飽和，可能再增加安培-匝数，磁通也不會有明顯變化。
1安培-匝数等於4/π吉伯，後者是厘米-克-秒制（CGS）制的單位。
在產業界有時會使用 NI（匝数N和電流I的乘積）的標示方式，特別是美系的電磁線圈公司。